# Вулиця Олени Апанович
Вулиця Олени Апанович — вулиця в Голосіївському районі міста Києва, масив Теремки. Пролягає від вулиці Володимира Горовиця до вулиці Юрія Немирича.
Прилучається провулок Костя Гуслистого.

## Історія
Виникла наприкінці 2010-х під проєктною назвою вулиця Проєктна 12969. Назва — на честь честь української історикині, архівістки, письменниці, лауреатки Шевченківської премії Олени Апанович — з 2019 року.